# Gavasseto
Gavasseto o Villa Gavasseto (Gavasèj in dialetto reggiano) è una frazione del comune di Reggio nell'Emilia, posta a 7 km dal centro della città, nella zona sud-est del capoluogo. 
1. ↑  Comune di Reggio Emilia